# Hyles dahlii
Hyles dahlii är en fjärilsart som beskrevs av Carl Geyer 1827. Hyles dahlii ingår i släktet Hyles och familjen svärmare. Inga underarter finns listade i Catalogue of Life.

## Bildgalleri

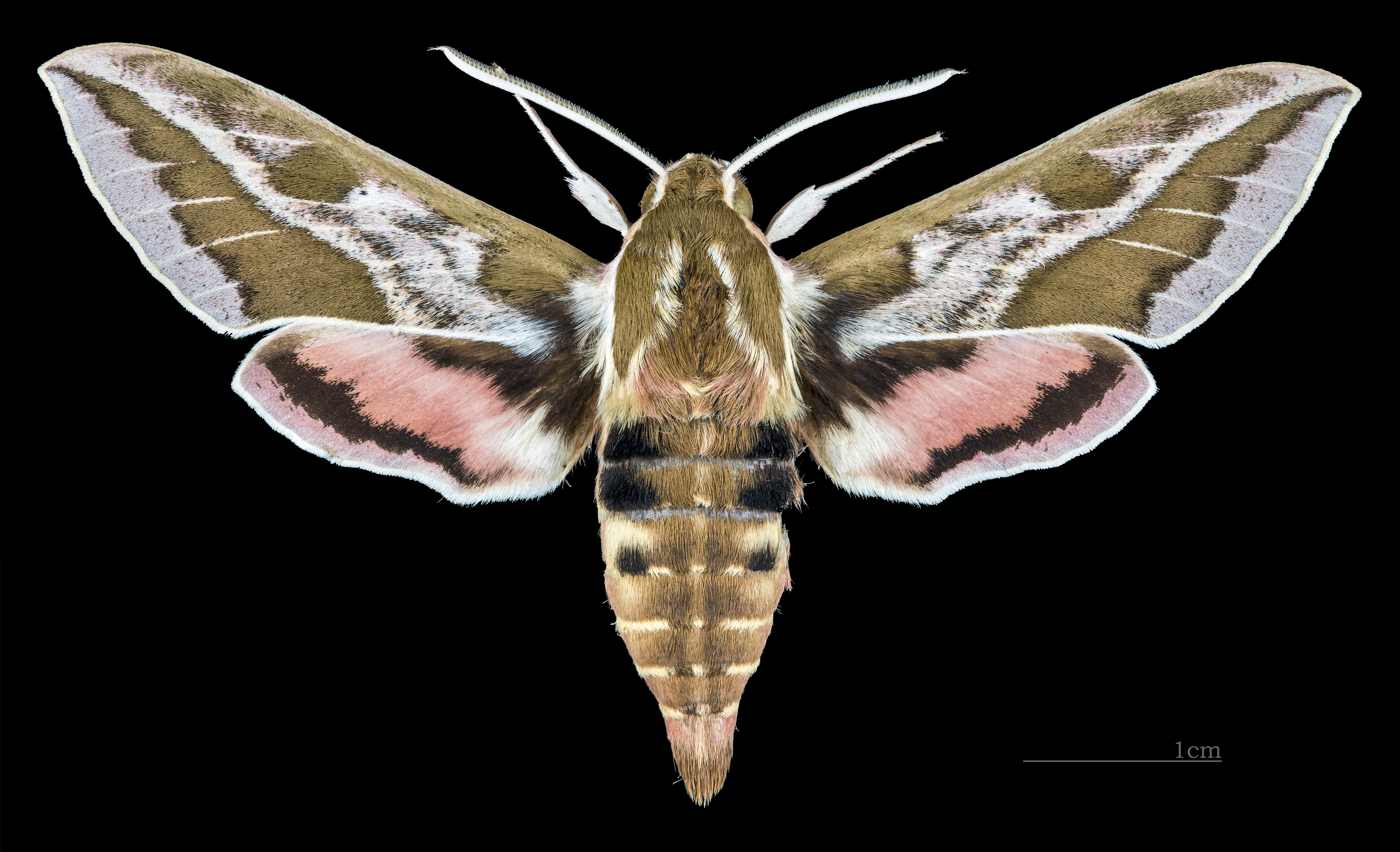
♂ Hane, ovansida
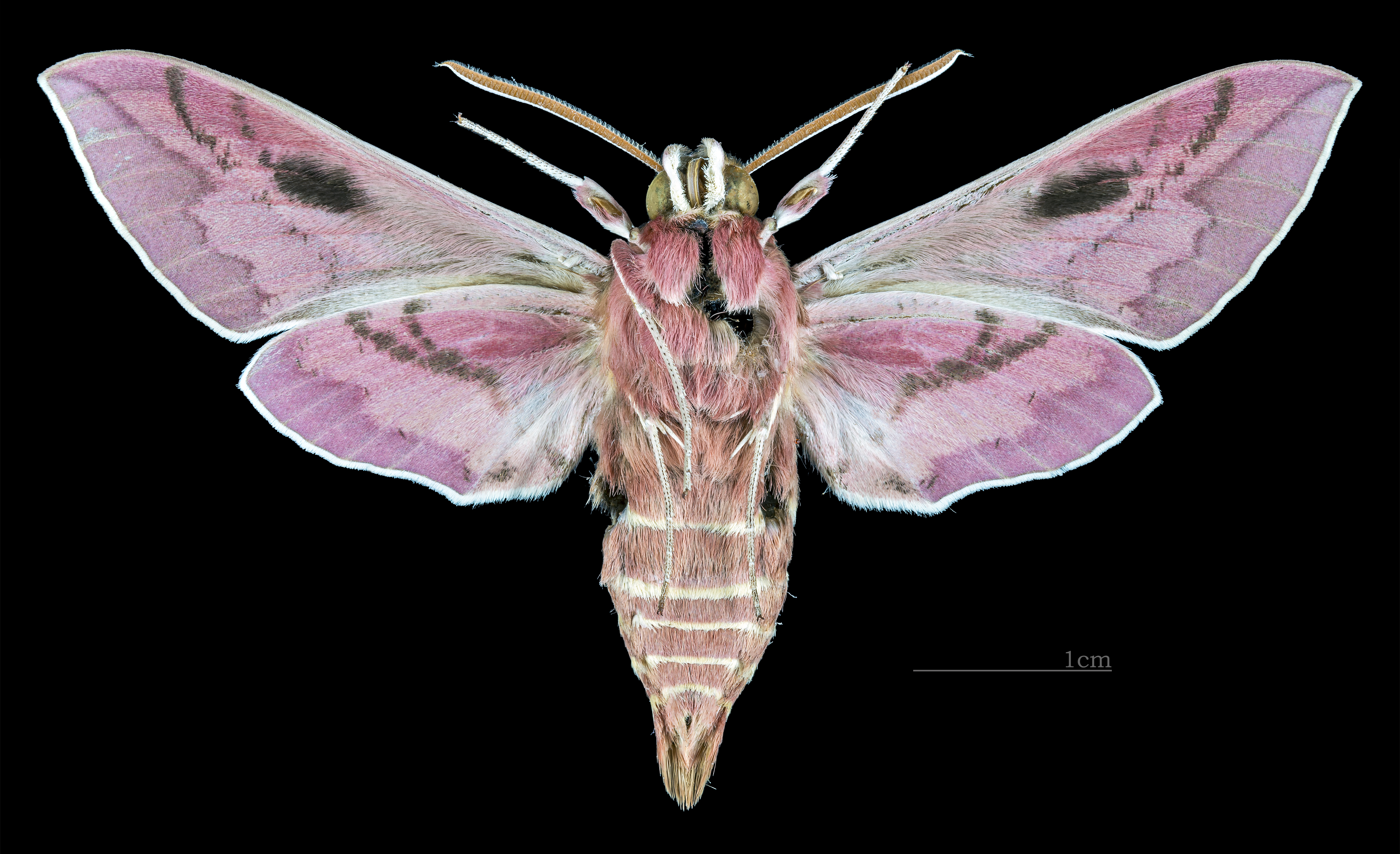
♂ △ Hane, undersida
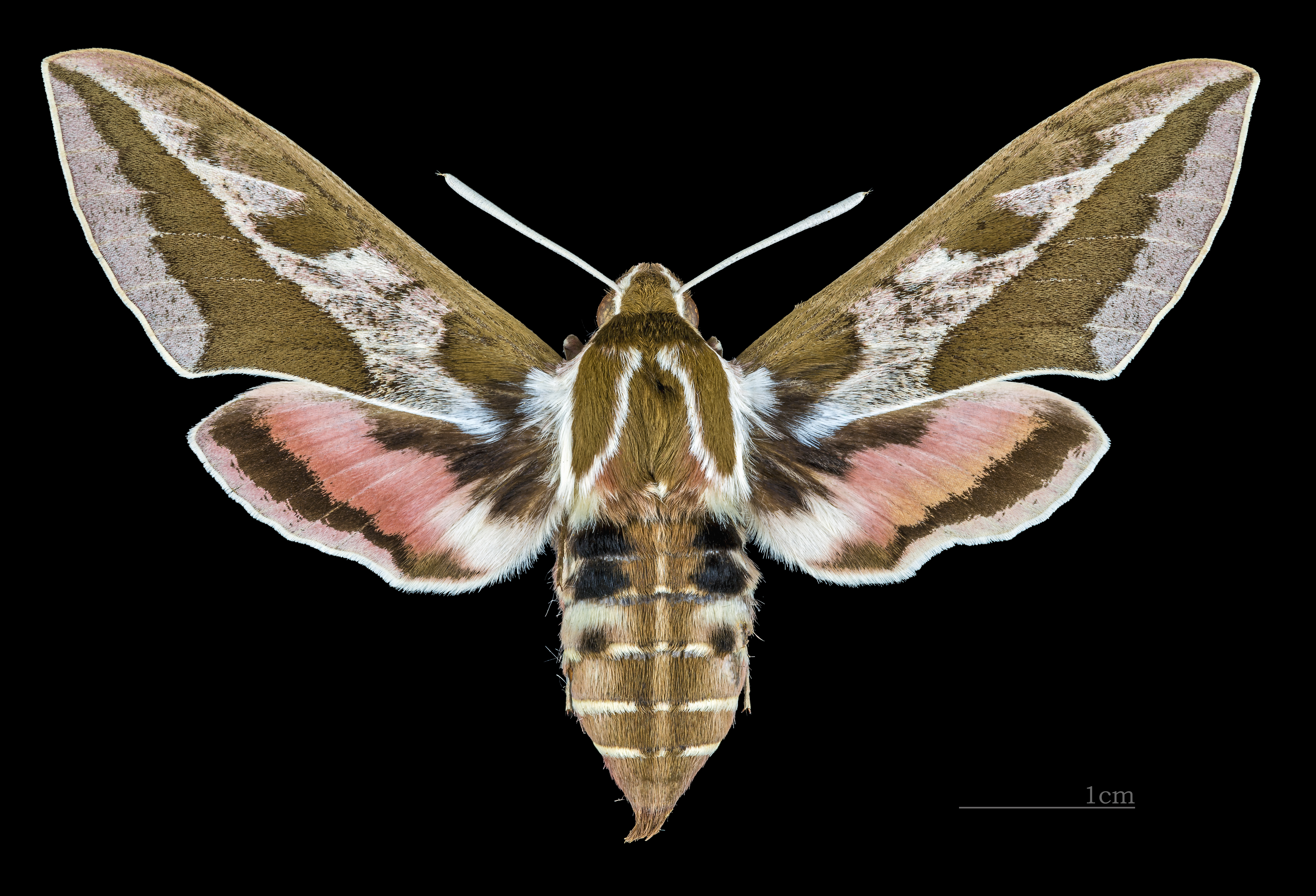
♀ 	Hona, ovansida
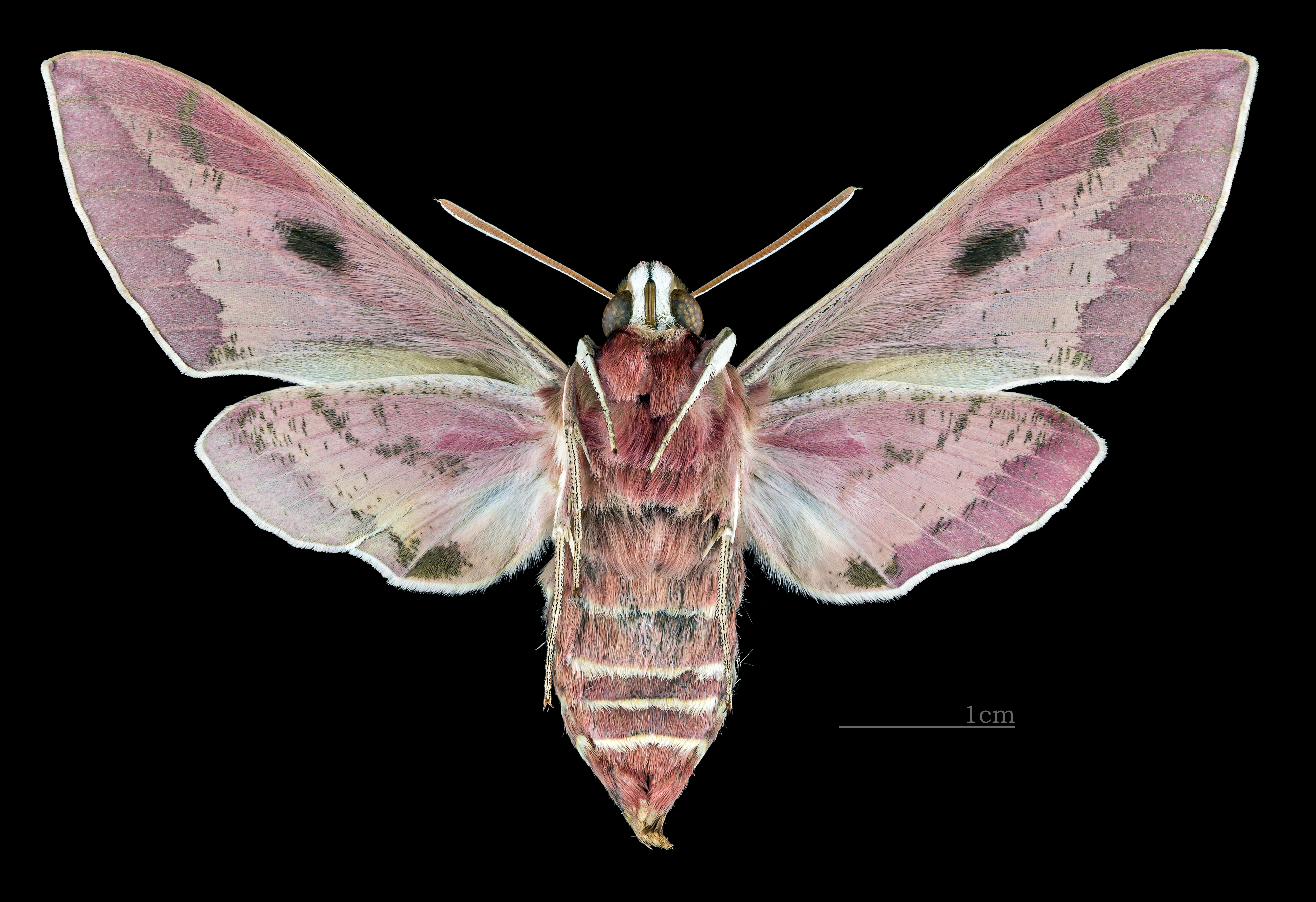
♀ △ Hona, undersida